# Pér
Pér è un comune di 2 386 abitanti situato nella contea di Győr-Moson-Sopron, nell'Ungheria nordoccidentale.